# Dífil (filòsof megàric)
Dífil (en llatí Diphilus, en grec Δίφιλος) va ser un filòsof megàric nascut a Bosporus (Bòsfor) que era deixeble d'Eufant i d'Estilpó (Euphantus i Stilpo). És esmentat per Diògenes Laerci.